# 大人的香蕉
《大人的香蕉》（日语：／ otona no banana */?），是朝日電視台在2012年10月5日至2013年3月29日播出的綜藝節目，由香蕉人冠名。

## 概要
40歲的日村內心仍是小孩，這個節目是日村學習如何成為一個真正的成年人的資訊的計畫。
與《香蕉藩》的時代背景一樣，差異為有女性嘉賓出演節目。